# エイドリアン・ピーターソン
エイドリアン・ルイス・ピーターソン（Adrian Lewis Peterson、1985年3月21日 - ）は、アメリカ合衆国テキサス州パレスティーン出身のアメリカンフットボール選手。ポジションはランニングバック（RB）。現在フリーエージェント。
ニックネームは頭文字をとったAP、毎日、一日中走っているという意でAll Day、それの簡略化された物のAD、ミネソタの救世主という意味のパープルジーザスの4つがある。先述の3つをピーターソン自身が認めている。
オクラホマ大学では1年次から1925ヤードを走り、NCAAの1年生記録を塗り替えた。彼はオールアメリカンのファーストチームに選ばれ、1年生ながらハイズマン賞の次点となった。オクラホマ大学で3年間プレイして大学の歴代3位のラン獲得ヤード記録を残し、2007年のNFLドラフトでミネソタ・バイキングスに指名されて入団した。NFL入団後彼は背が高く、スピード、パワー、敏捷性、視野、アグレッシブさを併せ持った選手として評価されており、エリック・ディッカーソン、O.J.シンプソン、ボー・ジャクソン、ジム・ブラウンらと比較する声も出た。2007年11月4日のサンディエゴ・チャージャーズ戦では30回のキャリーでNFL新記録となる296ヤードを走った。彼はオフェンシブ・ルーキー・オブ・ザ・イヤーに選ばれ、2008年のプロボウルでは129ヤードを走り2タッチダウンをあげた。この試合はNFCがAFCに42-30で勝ち、ピーターソンはMVPに選ばれた。ピーターソンはデビューから2年で3000ヤード以上を獲得した5人目の選手となっている。

## キャリア

### プロ入り前
彼は幼いころからアメリカンフットボールに興味を持ち7歳の時に初めてプレイした。高校に入って彼は陸上競技とバスケットボールとアメリカンフットボールを行った。高校2年次の2002/2003年シーズン、246回のキャリーで2051ヤード、1プレイ平均8.3ヤードを獲得、22タッチダウンをあげた。高校3年次の2003/2004年シーズンには252回のキャリーで2960ヤード、1プレイ平均11.7ヤードを獲得、32タッチダウンをあげた。全米の高校からオールスターを集めたオールアメリカンボウルでは9回のキャリーで西軍トップとなる95ヤードを獲得した。
南カリフォルニア大学、テキサス大学オースティン校、テキサスA&M大学、UCLA、アーカンソー大学、マイアミ大学からもスカウトが訪れたがオクラホマ大学に進学した。
大学進学後、1年次から彼は多くのNCAA記録を塗り替えた。ラン獲得1925ヤードのNCAA新人記録に加えて、シーズントップの339回のキャリーを記録した。このシーズンのハイズマン賞の投票で彼はUSCのQB、マット・ライナートに次ぐ次点となった。彼はまたそのシーズンのカレッジフットボールのベストRBに与えられるドーク・ウォーカー賞でもファイナリストとなった。AP通信が選ぶオールアメリカンファーストチームに選出されチームはシーズン無敗でオレンジボウルに出場した。
大学2年次には足首の捻挫で出場は限られたものとなった。そのシーズンの開幕戦、ビッグ12カンファレンスのライバル校であるカンザス大学戦で彼は負傷し4試合を欠場したが220回のキャリーで1208ヤードを獲得、14タッチダウンをあげてカンファレンスシーズン2位のラッシング記録を残した。このシーズンのオクラホマ州立大学戦ではキャリアベストの84ヤードのタッチダウンランをあげた。シーズン終了後彼はカンファレンスのオールスターに選ばれた。
2006年10月14日のアイオワ州立大学戦では53ヤードのタッチダウンランをあげエンドゾーンに飛び込んだ際に鎖骨を骨折した。10月18日の記者会見で彼は医者に4週間から6週間欠場するように言われたことを明らかにした。負傷した時点で彼は大学記録であるビリー・シムズの記録にあと150ヤードまで迫っていた。彼はレギュラーシーズンの残り試合を全て欠場したがボイシ州立大学とのフィエスタボウルで復帰し77ヤードを走り1タッチダウンをあげた。彼はこのシーズン数試合に欠場したものの1112ヤードを獲得し、3年間のキャリアで4045ヤードを獲得、ビリー・シムズの大学記録まで73ヤードまで迫った。

### プロ入り後

#### ドラフト
2007年1月15日、彼は大学4年に進学せずにNFLのドラフトにアーリーエントリーすることを宣言した。彼が大学時代に負った怪我の状態にはメディアやNFL各チームの注目が集まった 。彼は大学1年次に肩を負傷、2年次には足首の捻挫、3年次には鎖骨を骨折しており、複数のチームのスカウトはその点を考慮に入れた。ESPNのNFLドラフトアナリストのメル・キッパーJr.はピーターソンは今ドラフト中1番の選手であり、少なくとも上位3名の1人であると評した。
2007年4月28日に行われたNFLドラフトでピーターソンは全体の7番目でミネソタ・バイキングスに指名された。ランニングバックとしてはその年のドラフト1番目の指名であった。指名を受けた彼は鎖骨は90％ほど治癒している。シーズン開始までの準備に支障を来すとは思わないと答えた。バイキングスでは前年に加入したチェスター・テイラーが1216ヤードを走っており、1巡7位でランニングバックを指名したことは驚きを与えた。
ドラフトの3ヶ月後の7月29日、彼は5年間4050万ドル、および、1700万ドルの出来高ボーナスを含む契約をチームと結んだ。

#### ミネソタ・バイキングス

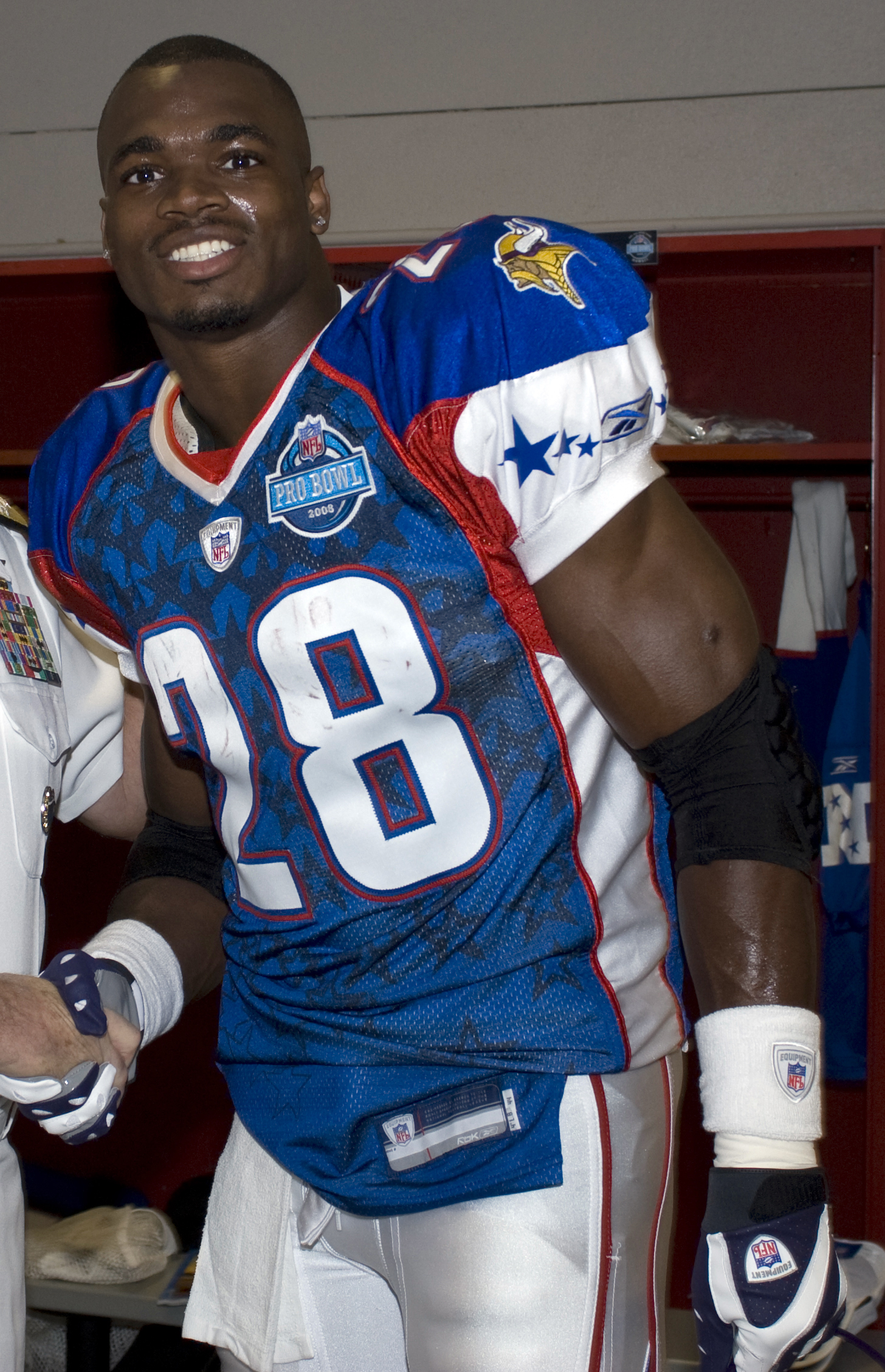
2008年プロボウルでのピーターソン

2007年8月10日のセントルイス・ラムズとのプレシーズンゲームでデビュー、11回のキャリーで33ヤードを走った。9月9日のアトランタ・ファルコンズ戦で公式戦に初出場し19回のキャリーで103ヤードを走った。またこの試合では60ヤードのパスレシーブによるプロ初タッチダウンもあげている。デビュー戦から3試合で彼はランで271ヤード、レシーブで160ヤード、合計431ヤードを獲得しチーム記録を塗り替えた。彼は9月、10月の月間最優秀新人選手（攻撃選手）に連続して選ばれた。10月14日のシカゴ・ベアーズ戦では20回のキャリーでチーム記録となる224ヤードを獲得した。彼はNFLルーキー記録となる1試合の合計361ヤードを獲得した。5試合終了時点での607ヤード獲得はエリック・ディッカーソンに次ぐ史上2位の記録となった。NFLネットワークで解説を行っているディオン・サンダースはピーターソンをマーシャル・フォークの視野を持ち、アール・キャンベルの力強さ、エリック・ディッカーソンの素早さを持っている。エミット・スミスのような頑丈さを持っていることを期待したいと述べた。スター・トリビューンのスポーツライターであるジム・サウハンは彼をウォルター・ペイトンやトニー・ドーセットと比較した。2週間後の11月4日の試合では30回のキャリーでこれまでジャマール・ルイスが持っていた1試合のラッシング記録を塗り替える296ヤードを獲得した。この試合までの8試合で彼は1000ヤードラッシャーとなり彼がマークしたデビューから8試合でラン獲得1036ヤードはNFLのルーキー記録となった。この試合で彼が着けていたユニフォームはプロフットボール殿堂入りを果たすこととなった。チャージャーズ戦の翌週、11月11日にランボー・フィールドで行われたグリーンベイ・パッカーズ戦の第3Qに彼はパッカーズのCB、アル・ハリスのタックルを受けて右ひざの靱帯を損傷してしまう。およそ1ヵ月後の12月2日のデトロイト・ライオンズ戦で彼は復帰116ヤードを走り、2タッチダウンをあげた。12月17日には自身初のマンデーナイトフットボールに出場し、ランで78ヤード、レシーブで17ヤードを獲得、2タッチダウンをあげた。そしてその2日後にプロボウルの先発RBとなることが決定され、翌年1月2日にはAP通信によるオフェンシブ・ルーキー・オブ・ザ・イヤーに選ばれた。2月10日に行われたプロボウルでは16回のキャリーで129ヤードを走り2タッチダウンをあげMVPに選ばれた。ラン獲得129ヤードはプロボウル史上2番目の記録であり彼は1995年のマーシャル・フォーク以来新人でMVPに選ばれた選手となった。
このシーズン彼はラダニアン・トムリンソンの1474ヤードに次ぐリーグ2位の1341ヤードを走った。続くインディアナポリス・コルツ戦ではシーズンベストとなった29回のキャリーで160ヤードを走ったがチームは敗れた。
2008年、開幕前彼は2000ヤードを走るかシーズンMVPを取ることを期待された。
開幕戦のパッカーズ戦で彼は103ヤードを走り1タッチダウンをあげたがチームは19-24で敗れた。翌週のインディアナポリス・コルツ戦では160ヤードを走ったがチームは連敗した。ニューオーリンズ・セインツ戦では21回のキャリーで32ヤード獲得（1プレイ平均1.5ヤード）に抑えられた。翌週のデトロイト・ライオンズ戦では25回のキャリーで111ヤードを獲得したが2回ファンブルしてしまった。シカゴ・ベアーズ戦で22回のキャリーで121ヤードを走り2タッチダウンをあげる活躍をすると1週間のバイウィークを間にはさんだヒューストン・テキサンズ戦でも100ヤードを超えるランを見せてクリントン・ポーティスに次ぐシーズンリーディングラッシャー争いの2位となった。そして11月9日のパッカーズ戦では192ヤードを走りリーディングラッシャーとなった。12月18日に彼は2年連続プロボウルの先発RBになることが決まり最終的には1760ヤードを走りシーズンリーディングラッシャーとなった。これは2年目の選手としてはエリック・ディッカーソンの2105ヤードに次ぐ史上2位の記録であった。デビューして30試合で3101ヤードを獲得したのはディッカーソンの3600ヤード、ジム・ブラウンの3144ヤードに次いで史上3位の記録となった。またデビュー2年での平均獲得ヤードはジム・ブラウン、アール・キャンベル、ディッカーソンに次いで4位となっている。
2009年1月14日に彼は2年連続AP通信が選ぶオールプロに選出された。2009年シーズン開幕前、彼はNFLネットワーク、ESPNから現役最高のRBと評価された。偉大なQBの1人であるブレット・ファーヴが引退を撤回して加入したこともあり新たな役割を与えられるのではという予測もされた。ヘッドコーチのブラッド・チルドレスはこれまでどおり彼にボールを多く持たせた。開幕戦のクリーブランド・ブラウンズ戦では25回のキャリーで180ヤードを走り3タッチダウンをあげチームの開幕戦史上最多獲得ヤード記録を作った。第6週のボルチモア・レイブンズ戦でも22回のキャリーで143ヤードを走り、デトロイト・ライオンズ戦では18回のキャリーで133ヤードを走り週間MVPに選ばれた。ファーヴによってピーターソンのパスレシーブでの能力も開花し、第10週までに彼は917ヤードを走り、チームは8勝1敗と好スタートを切った。12月29日にはプロボウルでNFCの先発RBとなることが決まった。
2011年の第16週、ワシントン・レッドスキンズ戦で左ひざの前十字靭帯（ACL）を断裂した。
2012年、第15週のセントルイス・ラムズ戦では24回のランで212ヤードを走った。最終週のグリーンベイ・パッカーズ戦で199ヤードを走り、エリック・ディッカーソンのNFL記録更新まであと9ヤードの2,097ヤードを走った。この活躍でカムバック賞こそ取れなかったものの、最優秀攻撃選手及びシーズンMVPに選ばれた。
2016年、第2週グリーンベイ・パッカーズ戦で半月板を断裂し故障者リストに入った、その後第15週インディアナポリス・コルツ戦で復帰するが、この年は3試合のみの出場に終わった。

#### ニューオーリンズ・セインツ
2017年4月25日、ニューオーリンズ・セインツはピーターソンと2年契約を締結したことを発表した。2017年シーズンは、セインツに所属していた4試合で27キャリー、81ヤードを記録した。

#### アリゾナ・カージナルス
2017年10月10日、トレードによりニューオーリンズ・セインツからアリゾナ・カージナルスに移籍した。移籍後の第6週タンパベイ・バッカニアーズ戦では134ヤード、2タッチダウンの活躍でチームの勝利に貢献を果たし、キャリア8度目となる週間MVPを受賞した。

#### ワシントン・レッドスキンズ
2018年8月20日にワシントン・レッドスキンズと契約した。
シーズン開幕戦の古巣・カージナルス戦でタッチダウンを挙げた。これがピーターソンにとってキャリア100回目のラッシングタッチダウンであり、NFL史上7人目となる「通算100タッチダウン、12,000ヤード」の達成者となった。
このシーズンの成績はタッチダウン7回、チームトップとなる1,042ヤードを記録し、キャリア自身8度目となる1,000ヤード超えも達成した。
2019年3月には、2年契約でチームと再契約を結んだ。
2019年6月に来日し、日本大学でフットボール・クリニックを行うなど日本の学生・選手と交流を行った。
2019年シーズン第2週の対ダラス・カウボーイズ戦で通算107回目のタッチダウンを挙げ、ジム・ブラウンの記録を上回り通算タッチダウンラン数NFL歴代5位となった。第16週の対ニューヨーク・ジャイアンツ戦でタッチダウンを挙げ、ウォルター・ペイトンの記録を上回り、ラッシングタッチダウン数歴代4位になった。
2020年9月4日にレッドスキンズより解雇された。

#### デトロイト・ライオンズ
2020年9月6日、レッドスキンズから解雇された2日後にデトロイト・ライオンズと1年契約を結ぶことが発表された。ライオンズでは16試合に出場し、10試合で先発を務め、156回のキャリーで604ヤード、7タッチダウンを記録した。オフにFAとなった。

#### テネシー・タイタンズ
2021年11月1日に、テネシー・タイタンズと契約した。タイタンズはエースRBのデリック・ヘンリーが怪我で長期離脱が見込まれており、その穴埋めとしての補強であった。
タイタンズでは3試合に出場し、キャリー27回、82ヤード、タッチダウン1回を記録したが、11月23日にウェイバーにかけられた。

### シアトル・シーホークス
2021年12月1日にシアトル・シーホークスと練習生契約を結んだ。5日にアクティブロースター入りすると、直後に行われた対サンフランシスコ・フォーティナイナーズ戦でタッチダウンランを挙げた。

## プレースタイル
パワフルなランが特徴で、一対一の場面では敵を蹴散らし踏み越えていかんばかりのトルクフルな走りを見せるが、反面粘り強くボールを持ち過ぎるためか、ファンブルの多さが指摘されている。2010年シーズン開幕前、バイキングスオフェンスコーディネーターのダレル・ベベルは彼に映像を見てファンブルを繰り返さないよう命じた。

## 家族
ピーターソンが12歳の時から8年間、父親が麻薬のマネーロンダリングを行ったため刑務所に行っていた。また8歳の時には、自転車に乗っていた兄が飲酒運転のドライバーに轢かれて亡くなっている。他の兄弟もNFLコンバインに彼が行っている時に銃で撃たれて殺されている。
現在彼はミネアポリス郊外のエデンプレイリーに兄弟と共に暮らしている。娘が1人いる。

## 詳細情報

### 年度別成績

#### レギュラーシーズン
| 年度      | チーム    | 背 番 号  | 試合 | 試合 | ラン  | ラン        | ラン             | ラン        | ラン | レシーブ | レシーブ    | レシーブ         | レシーブ    | レシーブ | ファンブル    | ファンブル |
| 年度      | チーム    | 背 番 号  | 出場 | 先発 | 回数  | 獲得 ヤード | 平均 獲得 ヤード | 最長 ヤード | TD   | 回数     | 獲得 ヤード | 平均 獲得 ヤード | 最長 ヤード | TD       | ファン ブル数 | ロスト     |
| --------- | --------- | --------- | ---- | ---- | ----- | ----------- | ---------------- | ----------- | ---- | -------- | ----------- | ---------------- | ----------- | -------- | ------------- | ---------- |
| 2007      | MIN       | 28        | 14   | 9    | 238   | 1,341       | 5.6              | 73          | 12   | 19       | 268         | 14.1             | 60T         | 1        | 4             | 3          |
| 2008      | MIN       | 28        | 16   | 15   | 363   | 1,760       | 4.8              | 67T         | 10   | 21       | 125         | 6.0              | 16          | 0        | 9             | 4          |
| 2009      | MIN       | 28        | 16   | 15   | 314   | 1,383       | 4.4              | 64T         | 18   | 43       | 436         | 10.1             | 63          | 0        | 7             | 6          |
| 2010      | MIN       | 28        | 15   | 15   | 283   | 1,298       | 4.6              | 80T         | 12   | 36       | 341         | 9.5              | 34          | 1        | 1             | 1          |
| 2011      | MIN       | 28        | 12   | 12   | 208   | 970         | 4.7              | 54          | 12   | 18       | 139         | 7.7              | 22          | 1        | 1             | 0          |
| 2012      | MIN       | 28        | 16   | 16   | 348   | 2,097       | 6.0              | 82T         | 12   | 40       | 217         | 5.4              | 20          | 1        | 4             | 2          |
| 2013      | MIN       | 28        | 14   | 14   | 279   | 1,266       | 4.5              | 78T         | 10   | 29       | 171         | 5.9              | 22          | 1        | 5             | 3          |
| 2014      | MIN       | 28        | 1    | 1    | 21    | 75          | 3.6              | 17          | 0    | 2        | 18          | 9.0              | 9           | 0        | 0             | 0          |
| 2015      | MIN       | 28        | 16   | 16   | 327   | 1,485       | 4.5              | 80T         | 11   | 30       | 222         | 7.4              | 49          | 0        | 7             | 3          |
| 2016      | MIN       | 28        | 3    | 3    | 37    | 72          | 1.9              | 13          | 0    | 3        | 8           | 2.7              | 7           | 0        | 1             | 1          |
| 2017      | NO        | 28        | 4    | 1    | 27    | 81          | 3.0              | 11          | 0    | 2        | 4           | 2.0              | 2           | 0        | 0             | 0          |
| 2017      | ARI       | 23        | 6    | 6    | 129   | 448         | 3.5              | 27T         | 2    | 9        | 66          | 7.3              | 13          | 0        | 3             | 2          |
| '17計     | ARI       | 23        | 10   | 7    | 156   | 529         | 3.4              | 27T         | 2    | 11       | 70          | 6.4              | 13          | 0        | 3             | 2          |
| 2018      | WAS       | 26        | 16   | 16   | 251   | 1,042       | 4.2              | 90T         | 7    | 20       | 208         | 10.4             | 52          | 1        | 3             | 2          |
| 2019      | WAS       | 26        | 15   | 15   | 211   | 898         | 4.3              | 32          | 5    | 17       | 142         | 8.4              | 22          | 0        | 3             | 2          |
| 2020      | DET       | 28        | 16   | 10   | 156   | 604         | 3.9              | 38          | 7    | 12       | 101         | 8.4              | 23          | 0        | 0             | 0          |
| NFL：14年 | NFL：14年 | NFL：14年 | 180  | 164  | 3,192 | 14,820      | 4.6              | 90T         | 118  | 301      | 2,466       | 8.2              | 63          | 6        | 48            | 29         |

- 2020年度シーズン終了時
- 太字は自身最高記録
- ■はシーズンMVP、最優秀攻撃選手受賞年
- ■はリーグ最高記録

#### ポストシーズン
| 年度 | チーム | 試合 | 試合 | ラン | ラン        | ラン             | ラン        | ラン | レシーブ | レシーブ    | レシーブ         | レシーブ    | レシーブ | ファンブル    | ファンブル |
| 年度 | チーム | 出場 | 先発 | 回数 | 獲得 ヤード | 平均 獲得 ヤード | 最長 ヤード | TD   | 回数     | 獲得 ヤード | 平均 獲得 ヤード | 最長 ヤード | TD       | ファン ブル数 | ロスト     |
| ---- | ------ | ---- | ---- | ---- | ----------- | ---------------- | ----------- | ---- | -------- | ----------- | ---------------- | ----------- | -------- | ------------- | ---------- |
| 2008 | MIN    | 1    | 1    | 20   | 83          | 4.2              | 40T         | 2    | 0        | 0           | 0.0              | 0           | 0        | 0             | 0          |
| 2009 | MIN    | 2    | 2    | 51   | 185         | 3.6              | 27          | 3    | 3        | 33          | 11.0             | 19          | 0        | 2             | 0          |
| 2012 | MIN    | 1    | 1    | 22   | 99          | 4.5              | 18          | 0    | 1        | 8           | 8.0              | 8           | 0        | 0             | 0          |
| 2015 | MIN    | 1    | 1    | 23   | 45          | 2.0              | 13          | 0    | 2        | 13          | 6.5              | 8           | 0        | 1             | 1          |
| 計   | 計     | 6    | 6    | 136  | 658         | 4.3              | 66          | 3    | 13       | 88          | 6.8              | 29          | 0        | 1             | 0          |

- 2020年度シーズン終了時
- 太字は自身最高記録